# Лісі (Мцхетський муніципалітет)
Лісі (груз. ლისი) — село в Грузії.
За даними перепису населення 2014 року в селі проживає 598 осіб.